# Lissonota exigua
Lissonota exigua là một loài tò vò trong họ Ichneumonidae.